# (3648) Raffinetti
(3648) Raffinetti (1957 HK) – planetoida z pasa głównego asteroid okrążająca Słońce w ciągu 3,76 lat w średniej odległości 2,42 au Odkryta 24 kwietnia 1957 roku.